# Бабийчук, Ростислав Владимирович
Ростисла́в Влади́мирович Бабийчу́к (укр. Ростислав Володимирович Бабійчук; 14 февраля 1911, Кишинёв, Кишинёвский уезд, Бессарабская губерния, Российская империя — 11 января 2013, Киев, Украина) — советский украинский партийный и государственный деятель. Депутат Верховного Совета Украинской ССР IV—V и VII—VIII созывов. Заслуженный работник культуры Украины.

## Биография
Родился 14 февраля 1911 на станции Кишинёв Юго-Западной железной дороги, в семье техника—железнодорожника.
В 1950 окончил Высшую партийную школу при ЦК КП(б) Украины.

### Трудовая деятельность
- с 1929 по 1939 работал строителем — железнодорожником. В марте 1939 вступает в ВКП(б),
- с 1939 — начальник Отделения пропаганды и агитации Христиновского отделения Одесской железной дороги, затем инструктор ЦК КП(б) Украины,
- с 1945 — 1-й секретарь Христиновского районного комитета КП(б) Украины (на тот момент Киевская область),
- с 1946 — 3-й секретарь Киевского областного комитета КП(б) Украины,
- в 1951 — 1-й секретарь Житомирского областного комитета КП(б) Украины, затем с 1954 инспектор ЦК КП(б) — КП Украины,
- с февраля 1954 по сентябрь 1955 — 2-й секретарь Львовского областного комитета КП Украины одновременно с 26 марта 1954 по 10 февраля 1976 кандидат в члены ЦК КП Украины,
- с 3 августа 1955 по 10 июля 1956 — 1-й заместитель министра культуры Украинской ССР,
- 10 июля 1956 по 15 ноября 1971 — министр культуры Украинской ССР.

C ноября 1971 года на пенсии.

## Награды
- четырежды Орден Трудового Красного Знамени (в т. ч. 23.01.1948; 24.11.1960);
- медали.